# Per Henricsson
Per Henricsson (* 9. August 1969 in Stockholm) ist ein ehemaliger schwedischer Tennisspieler.

## Leben
Henricsson bestritt im Verlauf seiner Karriere nur 10 Einzelpartien auf der ATP Tour, davon verlor er acht. Auf der ATP Challenger Tour errang er 1989 seinen einzigen Einzeltitel beim Turnier in Budapest. Erfolgreicher war er im Doppel. Bereits in seiner ersten Profisaison 1988 konnte er an der Seite von Rikard Bergh den Doppeltitel beim Turnier in Athen gewinnen. Im darauf folgenden Jahr siegte er neben Nicklas Utgren beim Turnier in Båstad. Zudem gewann er in diesem Jahr mit verschiedenen Doppelpartnern drei Doppeltitel (Hanko, Budapest, Helsinki) auf der ATP Challenger Tour. Mit Nicklas Utren stand 1990 im Finale beim Internationalen Weissenhofturnier in Stuttgart, welches zu dieser Zeit Teil der ATP International Series Gold-Serie war. Utgren und Henricsson unterlagen den Südafrikanern Pieter Aldrich und Danie Visser in zwei Sätzen. Durch diesen Finaleinzug erreichte Utgren mit Position 65 seine höchste Notierung in der Doppel-Tennisweltrangliste. Im Einzel wurde er 1988 auf Position 210 geführt.
Aufgrund seiner niedrigen Weltranglistenposition war Henricsson im Einzel nie direkt für ein Grand-Slam-Turnier qualifiziert. Er versuchte sich zweimal in der Qualifikation bei den Australian Open, konnte jedoch nie ins Hauptfeld einziehen. In der Doppelkonkurrenz erreichte er 1990 an der Seite von Nicklas Utgren das Achtelfinale der Australian Open.

## Erfolge
| Legende                       |
| Grand Slam                    |
| Tennis Masters Cup            |
| ATP Masters Series            |
| ATP International Series Gold |
| ATP International Series (2)  |
| ATP Challenger Series (9)     |

### Einzel

#### Turniersiege
| Nr. | Datum           | Turnier      | Belag | Finalgegner         | Ergebnis      |
| --- | --------------- | ------------ | ----- | ------------------- | ------------- |
| 1.  | 20. Juli 1987   | Hanko        | Sand  | Magnus Gustafsson   | 6:4, 3:6, 6:2 |
| 2.  | 8. August 1988  | Knokke-Heist | Sand  | Patrice Kuchna      | 6:3, 7:6      |
| 3.  | 28. August 1989 | Budapest     | Sand  | Branislav Stankovič | 7:5, 2:6, 7:6 |

### Doppel

#### Turniersiege

##### ATP Tour
| Nr. | Datum         | Turnier | Belag | Partner        | Finalgegner                | Ergebnis |
| --- | ------------- | ------- | ----- | -------------- | -------------------------- | -------- |
| 1.  | 13. Juni 1988 | Athen   | Sand  | Rikard Bergh   | Pablo Arraya Karel Nováček | 6:4, 7:5 |
| 2.  | 31. Juli 1989 | Båstad  | Sand  | Nicklas Utgren | Josef Čihák Karel Nováček  | 7:5, 6:2 |

##### Challenger Tour
| Nr. | Datum             | Turnier      | Belag     | Partner           | Finalgegner                        | Ergebnis      |
| --- | ----------------- | ------------ | --------- | ----------------- | ---------------------------------- | ------------- |
| 1.  | 20. August 1987   | Knokke-Heist | Sand      | Anders Henricsson | Givaldo Barbosa Nevio Devide       | 6:1, 6:3      |
| 2.  | 7. September 1987 | Thessaloniki | Hartplatz | Henrik Holm       | Pieter Aldrich Morten Christensen  | 7:6, 3:6, 6:3 |
| 3.  | 15. August 1988   | Ostende      | Sand      | Nicklas Utgren    | Joakim Berner Tomas Nydahl         | 6:1, 7:5      |
| 4.  | 17. Juli 1989     | Hanko        | Sand      | Nicklas Utgren    | Torben Theine Srinivasan Vasudevan | 7:5, 6:7, 6:4 |
| 5.  | 28. August 1989   | Budapest     | Sand      | Peter Bastiansen  | George Cosac Florin Segărceanu     | 4:6, 6:4, 6:3 |
| 6.  | 13. November 1989 | Helsinki     | Teppich   | Rikard Bergh      | David Rikl Tomáš Anzari            | 7:6, 6:3      |

#### Finalteilnahmen
| Nr. | Datum             | Turnier   | Belag     | Partner        | Finalgegner                 | Ergebnis      |
| --- | ----------------- | --------- | --------- | -------------- | --------------------------- | ------------- |
| 1.  | 16. Oktober 1989  | Tel Aviv  | Hartplatz | Rikard Bergh   | Jeremy Bates Patrick Baur   | 1:6, 6:4, 1:6 |
| 2.  | 16. Juli 1990     | Stuttgart | Sand      | Nicklas Utgren | Pieter Aldrich Danie Visser | 3:6, 4:6      |
| 3.  | 9. September 1991 | Genf      | Sand      | Ola Jonsson    | Sergi Bruguera Marc Rosset  | 6:3, 3:6, 2:6 |